# خوسيه أرغيويلز
جوزيف أنتوني أرغوييس (بالإنجليزية: José Argüelles)‏ (/ɑːrˈɡweɪ.ɪs/؛ 24 يناير 1939 - 23 مارس 2011)، هو مؤلف وفنان أمريكي من جماعة العهد الجديد . وشارك (إلى جانب لودين أرغوييس) في تأسيس شبكة فن الكوكب ومؤسسة قانون الوقت. حصل على درجة الدكتوراه في تاريخ الفن وفلسفة الجمال من جامعة شيكاغو ودرّس في العديد من الكليات، بما في ذلك جامعة برنستون وجامعة كاليفورنيا في دافيس ومعهد الفنون في سان فرانسيسكو وكلية ولاية إيفرغرين. كان أحد مبتكري مفهوم يوم الأرض (ويرجع ذلك جزئيًا إلى تأثير المنجم دين رودهاير)، أسس أرغوييس لإقامة مهرجان هول إيرث لأول مرة في عام 1970، في ديفيس في كاليفورنيا. اشتهر بدوره الرائد في تنظيم حدث التقارب التناغمي في عام 1987، ولأنه ابتكر (بمساعدة زوجته لودين) تقويم دريمسبيل الدائم في عام 1990، والدور المركزي الذي لعبه في بزوغ ظاهرة 2012. ركز أرغوييس في أواخر حياته، على مسألة الوعي، وتطوير مفهوم مجال الوعي (بناءً على عمل بيير تيلار دي شاردان وفلاديمير فرنادسكي) باعتباره عمل فني عالمي.  تصور على وجه التحديد «جسر قوس قزح» يحيط بالأرض.

## الفنان
بكونه رسام وفنان بصري، قدم رسومات توضيحية للعديد من الكتب، وكذلك لوحات جدارية في جامعات مختلفة. شمل نطاقه كفنان تعليمه كأستاذ في مجال تاريخ الفن، وتستطيع أن ترى تَجسُّد نظرته للفن باعتباره «جمالية نفسية فيزيائية» في أطروحته للدكتوراه بعنوان تشارلز هنري وتكوين الجمالية النفسية الفيزيائية (مطبعة جامعة شيكاغو، 1972). عندما درس بصفة أستاذ مساعد غير متفرغ في جامعة كاليفورنيا في ديفيس، طلب في أحد امتحاناته النهائية من طلابه أن يبتكروا «شيء آمنوا به» - أصبحت تلك الفكرة حدثًا فنيًا حيًا تحول في نهاية المطاف ليصبح أساسًا لمهرجان هول إيرث السنوي، والذي لا يزال يعقد حتى اليوم في جامعة كاليفورنيا في دافيس. بعد تجربته لعقار (إل إس دي/ LSD) في منتصف الستينيات من القرن الماضي، أنتج أرغوييس سلسلة من لوحات الفن السايكدلي (الفن المنتج تحت تأثير المواد المخدرة) التي أطلق عليها همفري أوزمند - والذي صاغ أصلًا كلمة «سايكدلك»- اسم «أبواب الإدراك» (على اسم كتاب ألدوس هكسلي في عام 1954، وهذا الاسم نفسه مستمد من عنوان عمل لوليام بليك في أوائل القرن التاسع، قصيدة ميلتون). قال أرغوييس عن أعماله الفنية في مقابلة أجريت معه في عام 2002 «بقدر ما كان الرسم رائعًا، لكن من ناحية الجمهور كانت وسيلة محدودة».
عرض أرغوييس دوره كصاحب رؤية، قائلًا «وظيفتي كصاحب رؤية تتمثل في تصور أفضل نتيجة ممكنة للإنسانية». لقد كرس معظم حياته للترويج لتقويم بديل عن الحالي يعتمد على دورة مكونة من 13 شهرًا وكل شهر مكون من 28 يومًا، اعتقادًا منه أنه سيساعد في تحقيق السلام العالمي. صاغ هو ولودين مفهوم «الوقت فن» الذي أصبح شعارًا لحركة شبكة الفن الكوكبي (بّي إيه إن PAN) بإشارةٍ إلى أن الوقت هو وسيلة لتجربة الإنسان الإبداعية.